# La Lande-sur-Eure
La Lande-sur-Eure ist eine Ortschaft und eine Commune déléguée in der französischen Gemeinde Longny les Villages mit 179 Einwohnern (Stand: 1. Januar 2022) im Département Orne in der Region Normandie.
Mit Wirkung vom 1. Januar 2016 wurden die früheren Gemeinden Longny-au-Perche, La Lande-sur-Eure, Malétable, Marchainville, Monceaux-au-Perche, Moulicent, Neuilly-sur-Eure und Saint-Victor-de-Réno zu einer Commune nouvelle mit dem Namen Longny les Villages zusammengelegt und haben in der neuen Gemeinde den Status einer Commune déléguée. Der Verwaltungssitz befindet sich im Ort Longny-au-Perche. Die Gemeinde La Lande-sur-Eure gehörte zum Arrondissement Mortagne-au-Perche und zum Kanton Tourouvre.

## Lage
In La Lande-sur-Eure vereinigen sich Quellbäche zum Fluss Eure. Nachbarorte von La Lande-sur-Eure sind Marchainville im Nordwesten, La Ferté-Vidame im Nordosten, Neuilly-sur-Eure im Osten und im Süden, Le Mage und Longny-au-Perche im Südwesten und Moulicent im Westen.

## Bevölkerungsentwicklung
| Jahr      | 1962 | 1968 | 1975 | 1982 | 1990 | 1999 | 2008 | 2015 |
| --------- | ---- | ---- | ---- | ---- | ---- | ---- | ---- | ---- |
| Einwohner | 192  | 202  | 176  | 162  | 148  | 147  | 171  | 173  |

## Sehenswürdigkeiten

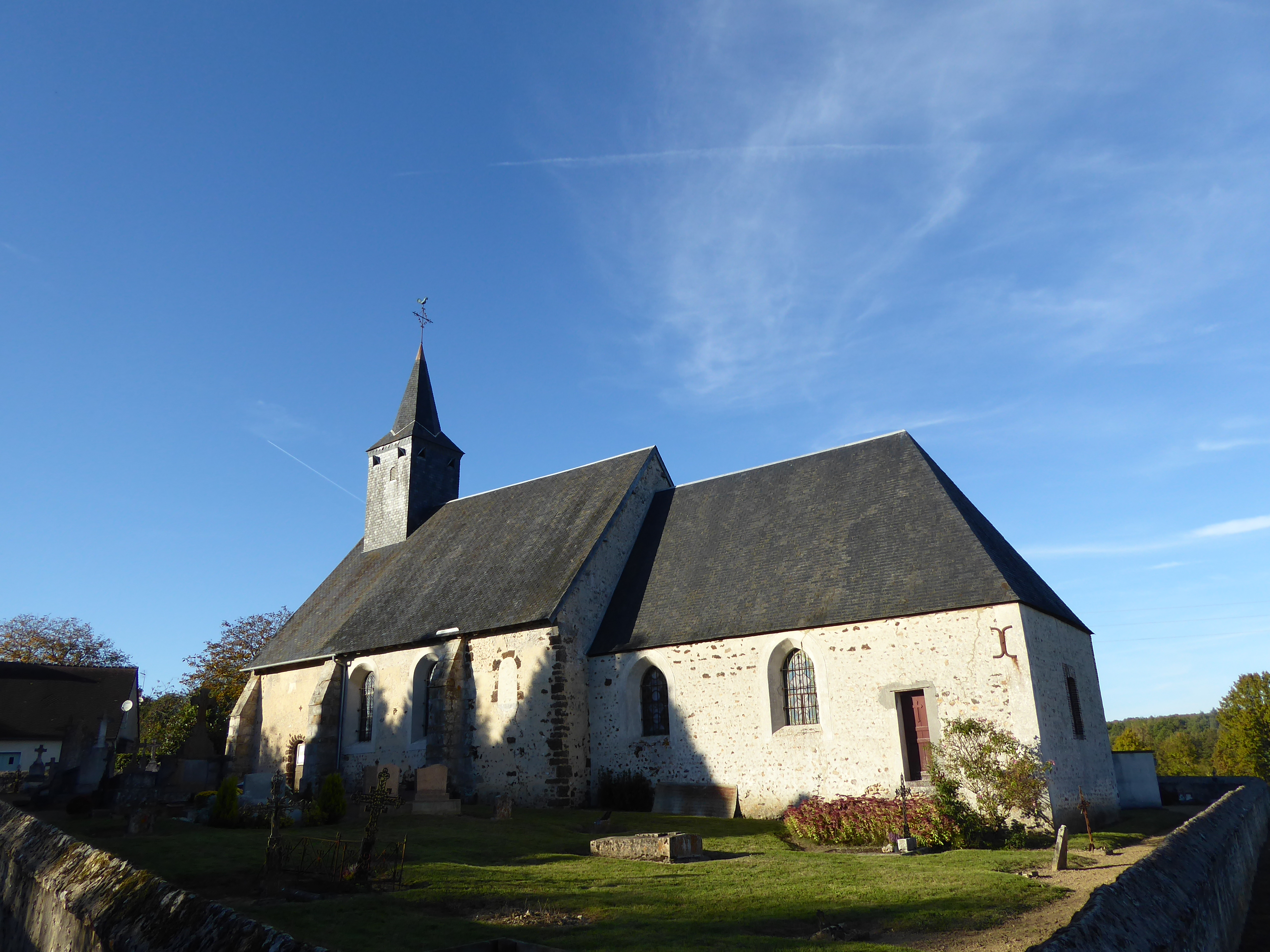
Kirche Saint-Jean-Baptiste

- Kirche Saint-Jean-Baptiste